# Lajos Kelemen
Dans le nom hongrois Kelemen Lajos, le nom de famille précède le prénom, mais cet article utilise l’ordre habituel en français Lajos Kelemen, où le prénom précède le nom.
Lajos Kelemen, né le 18 juillet 1923 à Győrszentiván et mort le 9 août 2008 à Budapest, est un homme politique hongrois, président du conseil de Budapest entre 1963 et 1970.